# 1920년 전국체육대회 폐막식
1920년 전국체육대회 폐막식은 일제강점기 조선 경기도 경성부에서 개최된 1920년 전국체육대회의 폐막식이다. 1920년 11월 6일에 배재고등보통학교 운동장에서 진행되었다.

## 폐막식
1920년 11월 6일 17시 30분에 배재구락부 야구단과 천도교청년회 야구단 간의 야구 청년부 남자 결승 경기가 종료된 후 중학부에서 우승한 배재고등보통학교 야구단과 배재구락부 야구단에 대한 우승기 수여식이 진행되었다. 선수와 악대는 자동차에 나눠 타고 대한문을 지나 매일신보 사옥 앞에서 우승을 축하하는 구호를 외친 후, 다시 종로4정목을 거쳐 남대문동과 대한문을 지나 배재고등보통학교 운동장으로 돌아오며 우승을 축하하는 의식을 진행했다. 배재고등보통학교 운동장에서 선수들을 에워싸는 형태로 동그랗게 진을 친 배재학당 학생 100여 명의 축하와 배재학당 교장인 신흥우의 격려를 끝으로 폐막 행사가 마무리되었다.

## 참고 문헌
- “대한체육회 국내종합경기대회”. 대한체육회.
- “제1회 전국체육대회”. 대한체육회.
- 《대한체육회 50년》. 대한체육회. 1970. 2020년 11월 8일에 원본 문서에서 보존된 문서. 2022년 11월 5일에 확인함.
- 《대한체육회 70년사》. 대한체육회. 1990. 2020년 11월 8일에 원본 문서에서 보존된 문서. 2022년 11월 5일에 확인함.
- 《대한체육회 90년사》. 대한체육회. 2011. 2020년 11월 8일에 원본 문서에서 보존된 문서. 2022년 11월 5일에 확인함.
- 대한체육회 100주년 기념사업부 (2020). 《대한민국 체육 100년》. 대한체육회. 2023년 9월 21일에 원본 문서에서 보존된 문서. 2024년 6월 7일에 확인함.
- “全鮮 第一回 야구대회: 활발한 각 선수 意氣衝天, 미려한 우승기와 본사의 은메달은 培材軍에 천지를 진동하게 하는 각처의 응원 소리는 실로 야구전이 생긴 이래에 조선인간에는 신기록, 本社 前에서 행진곡을 하며 賀禮를 표한 培材軍”. 매일신보. 1920년 11월 6일.

## 같이 보기
- 1920년 전국체육대회
- 1920년 전국체육대회 개막식